# ملعب الصخرة
ملعب الصخرة Rock Stadium هو ملعب كرة قدم مقترح يقع في مدينة العين، في الإمارات العربية المتحدة.

## تاريخه
الهدف من بماء الملعب هو زيادة السياحة والاستفادة من المكانة المتنامية لكرة القدم، وضعت الحكومة الإماراتية خطة لإنشاء ملعب كرة قدم فريد من نوعه في منطقة العين.

## التصميم
تم تصميم ملعب الصخرة من قبل شركة MZ Architects، وهي شركة لها مواقع في دول مثل لبنان وقطر والإمارات. أرادت شركة MZ Architects في البداية بناء الملعب في الصحراء، ولكن بعد زيارة الجبل الذي ذكرهم بمدرج يوناني قديم، قرروا تصميم ملعب يحتوي على تلال طبيعية للمقاعد ومدخل يشبه الكهف يغوص في الأرض.
تم اقتراح تصميم السقف على غرار التلال الصحراوية. تم اقتراح استخدام المواد المستخرجة عن طريق التضييق في بناء الاستاد ليكون أكثر استدامة. وتم اقتراح أن يتسع ملعب روك لحوالي 40000 متفرج. حظي الملعب باهتمام وسائل الإعلام الأجنبية بسبب تصميمه الفريد، وحصل على العديد من جوائز التصميم. ومع ذلك، لم يتم بناء الملعب أبدًا.

## انظر ايضا
- ملعب هارد روك
- ملعب هزاع بن زايد